# جامعة ماتييه بل
جامعة ماتييه بل (عادة ما يُشار إليها باسم ماتييه بل أو UMB)، ((بالسلوفاكية: Univerzita Mateja Bela)‏) هي جامعة حكومية بحثية اقع في قلب بلدة بانسكا بيستريتسا في سلوفاكيا. تأسست الجامعة في 1 يوليو 1992 وتم افتتاحها في 23 أكتوبر 1992. تحمل الجامعة اسم ماتياس بل، وهو عالم لوثري من القرن الثامن عشر. تتكون الجامعة من ستة كليات تختلف كل منها عن الأخرى في الطابع والتاريخ، كما تتمتع كل منها باستقلالية مادية ومؤسسية كبيرة. 
وعلى المستوى الأكاديمي، تُعرف الجامعة بحركاتها المؤثرة ومناهجها في العلاقات الدولية وعلم الاقتصاد.